# East of Eden (Kunstausstellung)
East of Eden war eine Skulpturen-Ausstellung im Park des Museums Schloss Mosigkau in Dessau bei Leipzig.

## Veranstaltungsort
Das Schloss Mosigkau ist ein Rokoko-Schloss aus dem 18. Jahrhundert. Es liegt bei Dessau in Sachsen und gehört zu den letzten noch erhaltenen Rokokoensembles Mitteldeutschlands.

## Zeitraum
Die Ausstellung fand statt vom 18. Juni 1994 bis zum 18. September 1994.

## Inhaltlicher Schwerpunkt
„Jenseits von Eden spricht unter anderem ein Dilemma des Menschen an: die tief verinnerlichte Vorstellung von einem Ort vollkommenen Glücks einerseits und das Wissen um die eigenen Unzulänglichkeiten andererseits. [...] Die beteiligten Künstler haben vielfältige Antworten auf das ihnen Vorgegebene gefunden. [...] Die Internationalität in der Zusammensetzung der Künstlerinnen und Künstler eröffnet die zukunftsweisende Vision von einem Zusammenwachsen der Völker.“

## Künstler und Objekte
| KünstlerIn                                         | Objekt(e)                                           | Heutiger Verbleib    |
| -------------------------------------------------- | --------------------------------------------------- | -------------------- |
| Christine Borland                                  | AK47 (1994), Schutzpantoffeln (1994)                | unbekannt            |
| Sophie Calle, Gregory Shepard                      | Double Blind (1992)                                 | unbekannt            |
| Meg Cranston                                       | The complete works of Jane Austen (1991)            | Schürmann Collection |
| Ian Hamilton Finlay                                | Fructidor (1994)                                    | Privatbesitz         |
| Sylvie Fleury                                      | Versailles (1994)                                   | unbekannt            |
| Fortuyn/O’Brien                                    | vanitas (1994)                                      | unbekannt            |
| Ludger Gerdes                                      | Je suis sais quoi – Selbstbeschreibung (1991, 1994) | unbekannt            |
| Dan Graham                                         | Two-way mirror (1994)                               | unbekannt            |
| Rebecca Horn                                       | Das Schlangenklavier (1988)                         | unbekannt            |
| Ange Leccia                                        | Zwei Traktoren (1994)                               | unbekannt            |
| Bruce Nauman                                       | Sieben Tugenden und sieben Laster (1993)            | unbekannt            |
| Dennis Oppenheim                                   | A pair of deer (1994)                               | unbekannt            |
| Rüdiger Schöttle, Stephan Balkenhol, Claudia Pegel | Das goldene Zimmer (1989, 1994)                     | unbekannt            |